# El Tubo (San Vicente del Raspeig)
El Tubo, a veces conocido de manera incorrecta como Los Tubos, es un barrio obrero del municipio de San Vicente del Raspeig (España).

## Historia
Se trata de un barrio obrero reciente de los años 1950 y 1960 producto de las migraciones de vecinos procedentes de Castilla-La Mancha y Andalucía que se instalaron alrededor de la fábrica de Fibrocementos de Levante (empresa del grupo Uralita), conocida popularmente como Fibrotubo, de ahí el topónimo del barrio.

## Descripción general
Nació sin una estructura urbanística definida, con calles estrechas y sin las dotaciones de alcantarillado e iluminación exigibles. En los últimos años, los vecinos han peleado para que se mejorara esta situación y el Ayuntamiento ha ejecutado obras en este sentido. Sin embargo, la cercanía de la subestación de Iberdrola, la antigua cementera y la instalación de naves industriales provocan que el barrio sea un conglomerado de zona industrial y residencial con los problemas que esto conlleva. En 2009 se acometieron importantes reformas urbanas gracias a la inversión estatal de casi 400 000 euros a través del Plan E. La asociación vecinal El Trabajo defiende los intereses del barrio y promueve la cultura y tradiciones del mismo. Desde 2011 en agosto se celebran las fiestas del barrio.

## Lugares
- Plaza del 8 de marzo: En 1997 se inauguró la "plaza 8 de marzo", que es la primera plaza pública del barrio, la cual fue promovida por el concejal de urbanismo de la época José Gadea López.[7]
- Pistas de petanca: El Tubo cuenta con tres pistas de petanca bajo una pinada siendo la única zona deportiva del barrio.[8][9]
- Restaurante Casa Paco-El Tubo: Fundado en 1964 bajo el nombre Tasca El Tubo, se trata de un lugar de referencia gastronómica en el barrio.[10]